# Peltobatrachus
Peltobatrachus – rodzaj wymarłego płaza z rzędu Temnospondyli. Żył w późnym permie na terenach obecnej Tanzanii. Osiągał długość 70 cm.
Był to płaz lądowy, do wody powracał tylko w celach rozrodczych (złożenie jaj). 
Dla ochrony przed drapieżnikami, takimi, jak duże terapsydy gorgonopsy (w permie panowały już gady), Peltobatrachus rozwinął płytkowate pokrycie ciała przypominające to spotykane u pancerników. Okrywało ono jego ciało i ogon. Składało się z szerokich płytek na ramionach i biodrach oraz cieńszych na reszcie ciała. Nie dysponował zębami. Naukowcy sądzą, że spożywał owady, pierścienice, ślimaki, co stanowi też pożywienie pancerników. Jest to przykład konwergencji.

## Gatunki
- P. pustulatus